# Porzecze (obwód brzeski)
Porzecze (biał. Парэчча, ros. Поречье) – wieś nad rzeką Jasiołdą w rejonie pińskim obwodu brzeskiego Białorusi. W 1998 roku liczyła 298 domów i 690 mieszkańców.
Siedziba parafii prawosławnej pw. Narodzenia Matki Bożej.

## Historia
Pierwsze wzmianki o miejscowości pochodzą z 1495 roku. Wieś magnacka położona była w końcu XVIII wieku w powiecie pińskim województwa brzeskolitewskiego. Wieś należała kolejno do Carleckich, Ogińskich oraz Skirmuntów. Ci ostatni wybudowali tam dwór (obecnie nieistniejący), otoczony parkiem. We wsi funkcjonowały zakłady przemysłowe: cukrownia, zakłady sukiennicze, gorzelnia. W 1907 roku we wsi zbudowano kościół katolicki (również nie zachował się do dziś), a w 1912 roku – cerkiew prawosławną pw. Narodzenia NMP (obecnie świątynia parafialna).
Od 1921 roku do II wojny światowej miejscowość była siedzibą gminy Porzecze. W 1944 roku została częściowo spalona przez Niemców.
W Porzeczu urodził się i został zamordowany białoruski ziemianin i polityk Roman Skirmunt, który tam również został pochowany. We wsi znajduje się także cmentarz wojenny z czasów I wojny światowej, na którym spoczywa również 8 polskich żołnierzy 34 Pułku Piechoty, poległych w 1919 roku oraz sowieccy partyzanci i żołnierze.

Galeria
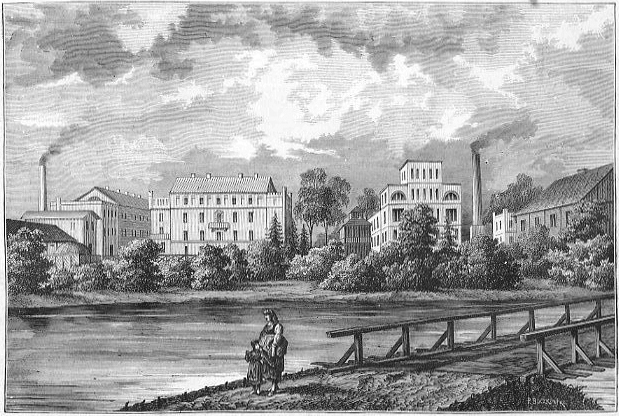
Zakłady przemysłowe w majątku Skirmuntów w 1878 r.
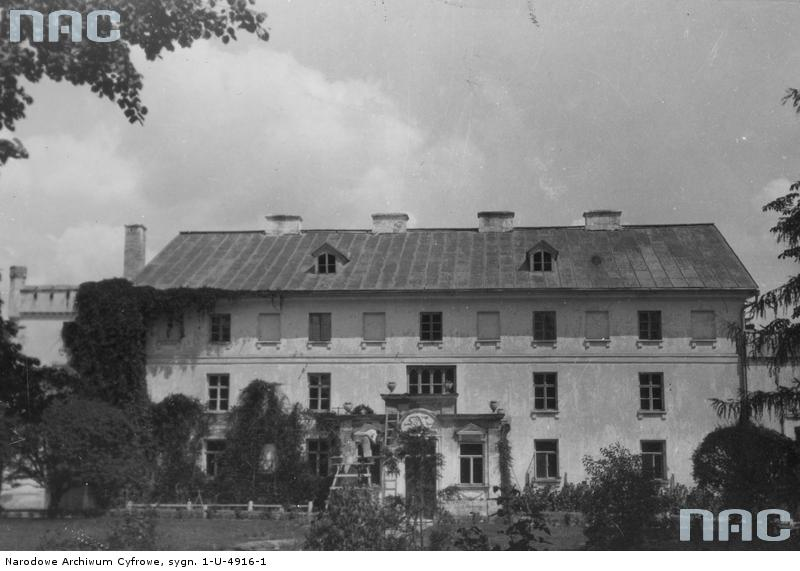
Dwór Skirmuntów w 1915 r.
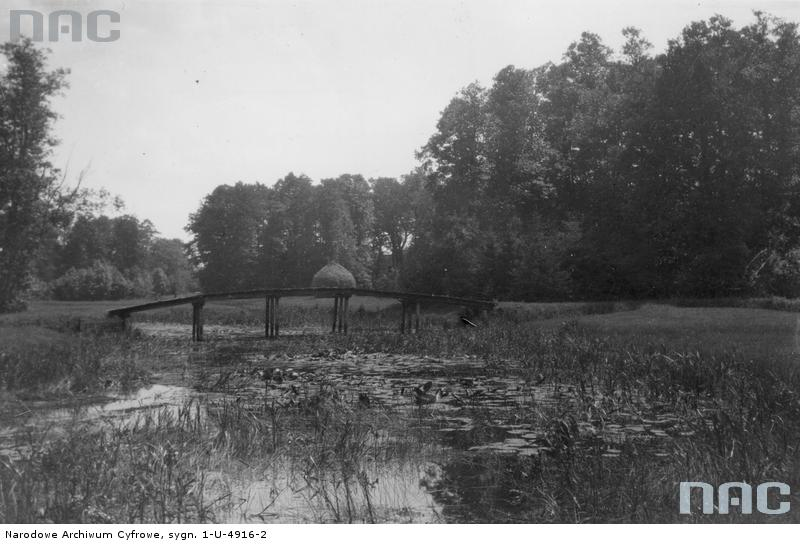
Park w majątku Skirmuntów w 1915 r.
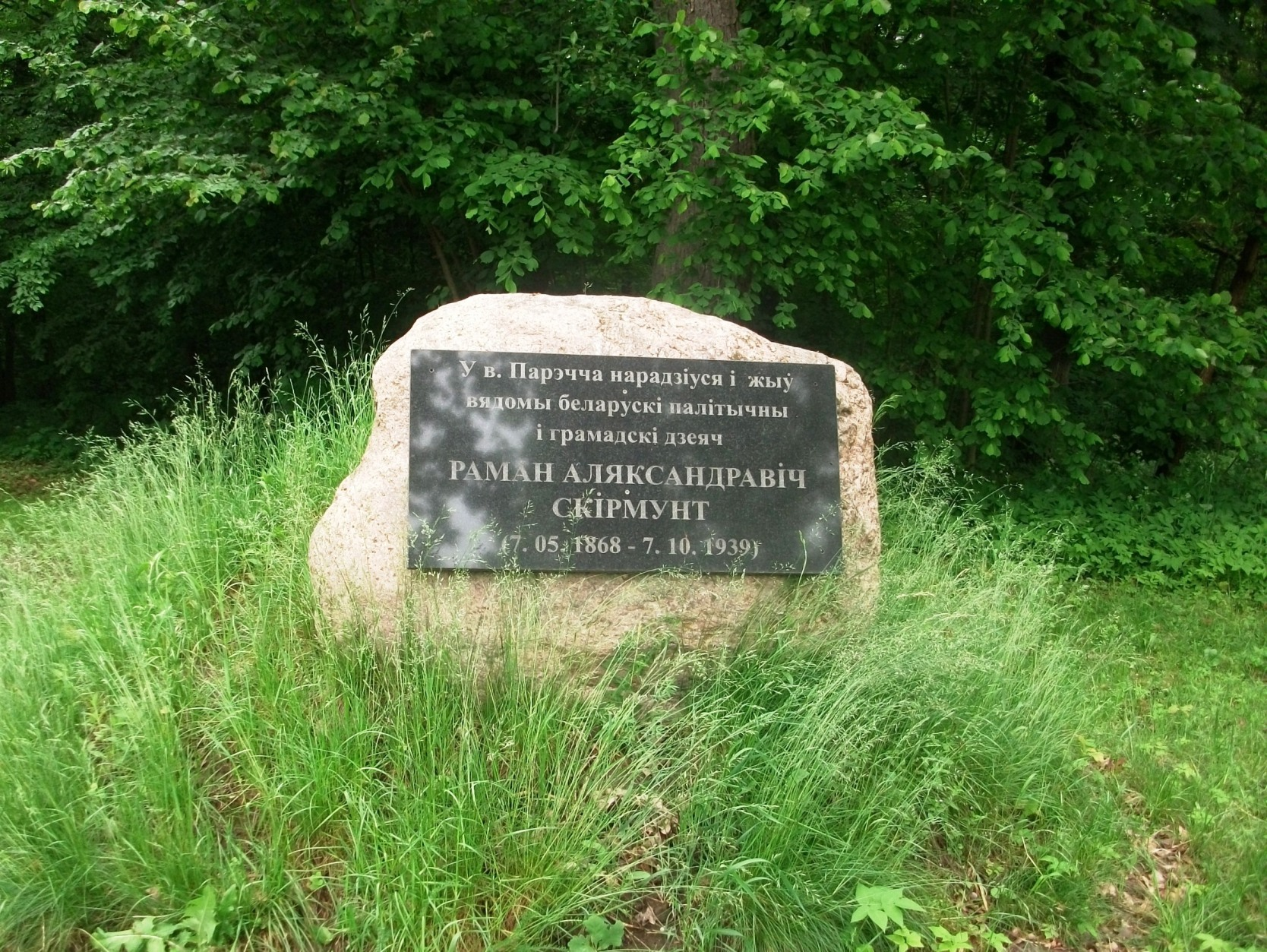
Pomnik upamiętniający Romana Skirmunta